# Pigeon des neiges
Columba leuconota
Espèce
Statut de conservation UICN

 LC  : Préoccupation mineure
Le Pigeon des neiges (Columba leuconota) est une espèce d'oiseau de la famille des Columbidae.

## Description

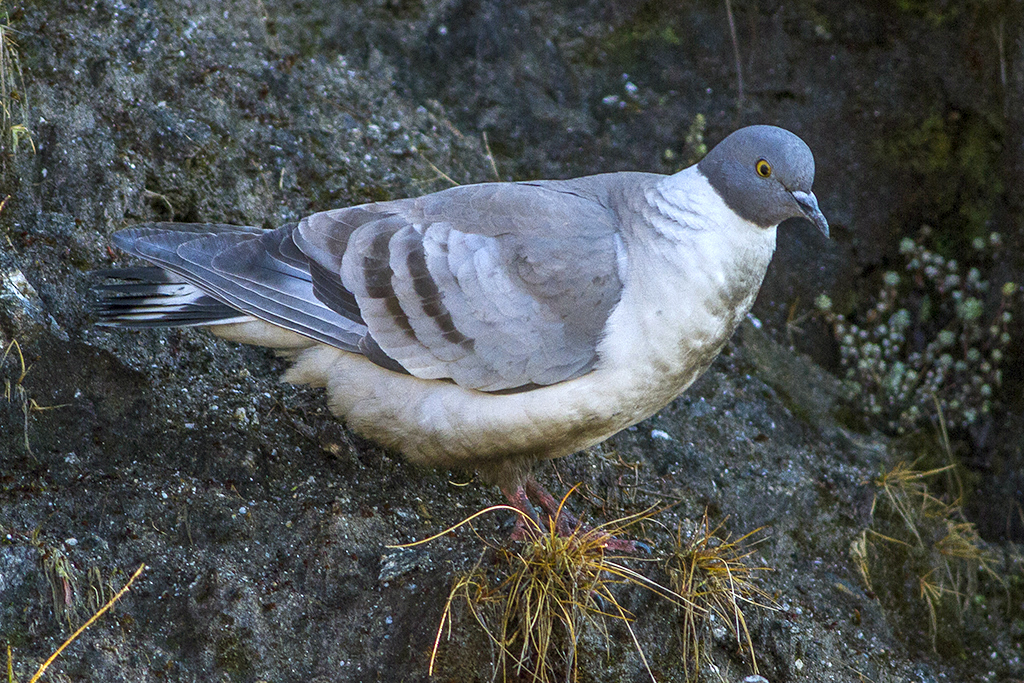
Pigeon des neiges au Sikkim, en Inde

Adulte, le pigeon des neiges mesure 34 cm et peut peser de 200 à 300 g.
La tête de cet oiseau est noirâtre. Le cou et la poitrine sont blancs. Leur dos est gris brunâtre. Les ailes sont gris pâle. Une bande blanche recouvre leur queue noire. L'iris est jaune et les pattes sont rouge-corail.

## Répartition
Il vit dans l'Altaï, le Tian Shan et de l'ouest de l'Himalaya au Yunnan et le centre de la Chine.

## Sous-espèces
D'après Alan P. Peterson, 2 sous-espèces ont été décrites :
- Columba leuconota gradaria Hartert 1916 — Himalaya ;
- Columba leuconota leuconota Vigors 1831 — de l'Est de l'Himalaya au centre/sud de la Chine.

## Écologie et comportement

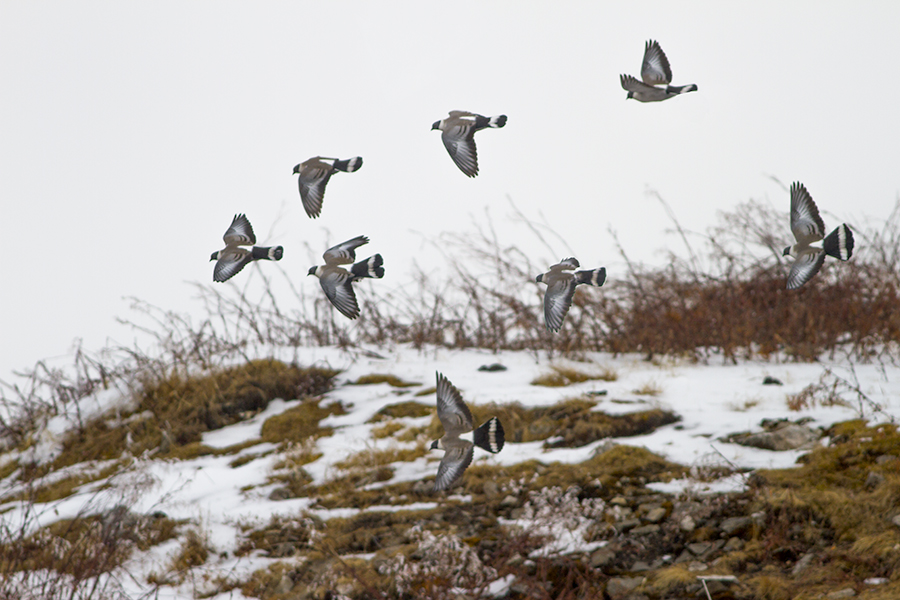
Groupe de pigeons des neiges au Sikkim, dans le sanctuaire de la vie sauvage de Pangolakha.

Grégaires, les pigeons des neiges peuvent former des groupes de plus de 150 individus en hiver. En été, ils se forment de petits groupes ou vivent en couples,. 

### Reproduction
Les nids sont faits d'herbe, de paille, de petites branches et de plumes. Le plus souvent, la femelle pond deux œufs. L'incubation dure de 17 à 19 jours.

### Régime alimentaire
Le pigeon des neiges se nourrit de graines, de bulbes, de baies et de céréales.